# Natação no Campeonato Mundial de Esportes Aquáticos de 2017 - 50 m borboleta feminino
A prova dos 50 metros borboleta feminino da natação no Campeonato Mundial de Esportes Aquáticos de 2017 ocorreu nos dias 28 de julho e 29 de julho em Budapeste na Hungria.

## Recordes
Antes desta competição, os recordes mundiais e do campeonato nesta prova eram os seguintes:
| Tipo                  | Atleta         | Tempo | Local | Data                |
| --------------------- | -------------- | ----- | ----- | ------------------- |
|                       | Sarah Sjöström | 24.43 | Borås | 5 de julho de 2014  |
| Recorde do campeonato | Sarah Sjöström | 24.96 | Cazã  | 8 de agosto de 2015 |

Os seguintes novos recordes foram estabelecidos durante esta competição. 
| Data        | Prova | Nadadora       | Nacionalidade | Tempo | Recordes              |
| ----------- | ----- | -------------- | ------------- | ----- | --------------------- |
| 29 de julho | Final | Sarah Sjöström | Suécia        | 24.60 | Recorde do campeonato |

## Medalhistas
| Ouro                 | Prata                     | Bronze             |
| Sarah Sjöström (SWE) | Ranomi Kromowidjojo (NED) | Farida Osman (EGY) |

## Resultados

### Eliminatórias
Esses foram os resultados das eliminatórias. Foram realizadas no dia 28 de julho com início às 09:56. 
| Pos. | Bateria | Raia           | Nadadora             | Nacionalidade                   | Tempo | Notas            |
| ---- | ------- | -------------- | -------------------- | ------------------------------- | ----- | ---------------- |
| 1    | 7       | 4              | Sarah Sjöström       | Suécia                          | 25.25 | Q                |
| 2    | 7       | 5              | Kelsi Worrell        | Estados Unidos                  | 25.65 | Q                |
| 3    | 6       | 4              | Rikako Ikee          | Japão                           | 25.72 | Q                |
| 4    | 7       | 2              | Aliena Schmidtke     | Alemanha                        | 25.73 | Q,               |
| 5    | 5       | 4              | Ranomi Kromowidjojo  | Países Baixos                   | 25.74 | Q                |
| 5    | 7       | 1              | Farida Osman         | Egito                           | 25.74 | Q,               |
| 7    | 6       | 2              | Béryl Gastaldello    | França                          | 25.79 | Q,               |
| 8    | 6       | 3              | Mélanie Henique      | França                          | 25.81 | Q                |
| 9    | 5       | 5              | Kimberly Buys        | Bélgica                         | 25.82 | Q,               |
| 10   | 6       | 5              | Penny Oleksiak       | Canadá                          | 25.87 | Q                |
| 11   | 5       | 6              | Emilie Beckmann      | Dinamarca                       | 25.88 | Q                |
| 12   | 7       | 6              | Holly Barratt        | Austrália                       | 25.91 | Q                |
| 13   | 6       | 7              | Aleksandra Urbańczyk | Polónia                         | 26.00 | Q                |
| 14   | 7       | 3              | Maaike de Waard      | Países Baixos                   | 26.03 | Q                |
| 15   | 5       | 2              | Silvia di Pietro     | Itália                          | 26.24 | Q                |
| 16   | 5       | 3              | Lu Ying              | China                           | 26.34 | Q                |
| 17   | 7       | 7              | Zhang Yufei          | China                           | 26.40 |                  |
| 18   | 6       | 6              | Svetlana Chimrova    | Rússia                          | 26.49 |                  |
| 19   | 6       | 1              | Flóra Molnár         | Hungria                         | 26.51 |                  |
| 20   | 7       | 8              | Louise Hansson       | Suécia                          | 26.55 |                  |
| 21   | 6       | 0              | Brittany Elmslie     | Austrália                       | 26.61 |                  |
| 22   | 5       | 1              | Nastja Govejšek      | Eslovênia                       | 26.65 |                  |
| 22   | 6       | 9              | Park Ye-rin          | Coreia do Sul                   | 26.65 |                  |
| 22   | 6       | 8              | Sarah Gibson         | Estados Unidos                  | 26.65 |                  |
| 25   | 5       | 7              | Katerine Savard      | Canadá                          | 26.81 |                  |
| 26   | 4       | 3              | Amit Ivry            | Israel                          | 26.88 |                  |
| 27   | 4       | 6              | Mimosa Jallow        | Finlândia                       | 26.89 |                  |
| 28   | 7       | 9              | Lucie Svěcená        | Chéquia                         | 26.90 |                  |
| 29   | 7       | 0              | Anna Ntountounaki    | Grécia                          | 26.94 |                  |
| 30   | 4       | 2              | Gabriela Ņikitina    | Letônia                         | 26.95 | Recorde nacional |
| 31   | 5       | 9              | Bryndis Hansen       | Islândia                        | 27.15 |                  |
| 32   | 4       | 4              | Barbora Mišendová    | Eslováquia                      | 27.23 |                  |
| 33   | 4       | 1              | Amina Kajtaz         | Bósnia e Herzegovina            | 27.35 |                  |
| 34   | 4       | 8              | Erin Gallagher       | África do Sul                   | 27.36 |                  |
| 35   | 5       | 8              | Helena Gasson        | Nova Zelândia                   | 27.37 |                  |
| 36   | 4       | 7              | Chan Kin Lok         | Hong Kong                       | 27.47 |                  |
| 37   | 3       | 4              | Emily Muteti         | Quênia                          | 27.78 | Recorde nacional |
| 38   | 4       | 0              | Marie Laura Meza     | Costa Rica                      | 27.97 | Recorde nacional |
| 39   | 3       | 5              | Alexandra Schegoleva | Chipre                          | 28.22 |                  |
| 39   | 3       | 6              | Talita Baqlah        | Jordânia                        | 28.22 | Recorde nacional |
| 41   | 4       | 9              | Chade Nersicio       | Curaçau                         | 28.41 |                  |
| 42   | 2       | 0              | María José Ribera    | Bolívia                         | 28.48 |                  |
| 43   | 3       | 3              | Elinah Phillip       | Ilhas Virgens Britânicas        | 28.51 |                  |
| 44   | 2       | 1              | Nicole Rautemberg    | Paraguai                        | 29.13 |                  |
| 45   | 1       | 4              | Jamila Sanmoogan     | Guiana                          | 30.02 | Recorde nacional |
| 45   | 3       | 7              | Ann-Marie Hepler     | Ilhas Marshall                  | 30.02 |                  |
| 47   | 3       | 2              | Ana Sofia Nóbrega    | Angola                          | 30.18 |                  |
| 48   | 2       | 6              | Mishael Aisha Ayub   | Paquistão                       | 30.77 |                  |
| 49   | 2       | 4              | Hantan Raharvel      | Madagáscar                      | 30.89 | Recorde nacional |
| 50   | 3       | 8              | Gabby Gittens        | Antígua e Barbuda               | 31.77 |                  |
| 51   | 2       | 5              | Hemthon Vitiny       | Camboja                         | 32.39 | Recorde nacional |
| 52   | 3       | 9              | Faith Edorodion      | Nigéria                         | 32.61 |                  |
| 53   | 2       | 3              | Avice Meya           | Uganda                          | 33.05 | Recorde nacional |
| 54   | 1       | 3              | Kestra Kihleng       | Estados Federados da Micronésia | 33.06 |                  |
| 55   | 3       | 0              | Charissa Panuve      | Tonga                           | 33.43 |                  |
| 56   | 2       | 9              | Karina Klimyk        | Tajiquistão                     | 33.55 | Recorde nacional |
| 57   | 2       | 7              | Diana Basho          | Albânia                         | 34.09 |                  |
| 58   | 2       | 2              | Ritaj Amin           | Bahrein                         | 35.69 | Recorde nacional |
| 59   | 2       | 8              | Nafissath Radji      | Benim                           | 42.12 | Recorde nacional |
|      | 1       | 5              | Fatou Bintou Diagne  | Senegal                         | DNS   | DNS              |
| 3    | 1       | Gessica Stagno | Moçambique           |                                 | DNS   | DNS              |
| 4    | 5       | Alys Thomas    | Reino Unido          |                                 | DNS   | DNS              |
| 5    | 0       | Pernille Blume | Dinamarca            |                                 | DNS   | DNS              |

### Semifinal
Esses foram os resultados das semifinais. Foram realizadas no dia 28 de julho com início às 18h46. 
Semifinal 1
| Pos. | Raia | Nadadora         | Nacionalidade  | Tempo | Notas |
| ---- | ---- | ---------------- | -------------- | ----- | ----- |
| 1    | 4    | Kelsi Worrell    | Estados Unidos | 25.57 | Q     |
| 2    | 6    | Mélanie Henique  | França         | 25.63 | Q,    |
| 3    | 2    | Penny Oleksiak   | Canadá         | 25.66 | Q,    |
| 4    | 5    | Aliena Schmidtke | Alemanha       | 25.68 | Q,    |
| 5    | 3    | Farida Osman     | Egito          | 25.73 | Q,    |
| 6    | 7    | Holly Barratt    | Austrália      | 25.76 |       |
| 7    | 8    | Lu Ying          | China          | 25.79 |       |
| 8    | 1    | Maaike de Waard  | Países Baixos  | 25.89 |       |

Semifinal 2
| Pos. | Raia | Nadadora             | Nacionalidade | Tempo | Notas |
| ---- | ---- | -------------------- | ------------- | ----- | ----- |
| 1    | 4    | Sarah Sjöström       | Suécia        | 25.30 | Q     |
| 2    | 3    | Ranomi Kromowidjojo  | Países Baixos | 25.67 | Q     |
| 3    | 2    | Kimberly Buys        | Bélgica       | 25.70 | Q,    |
| 4    | 7    | Emilie Beckmann      | Dinamarca     | 25.77 |       |
| 5    | 5    | Rikako Ikee          | Japão         | 25.90 |       |
| 6    | 1    | Aleksandra Urbańczyk | Polónia       | 25.94 |       |
| 7    | 6    | Béryl Gastaldello    | França        | 26.01 |       |
| 8    | 8    | Silvia di Pietro     | Itália        | 26.06 |       |

### Final
A final foi realizada em 29 de julho às 17h32. 
| Pos.              | Raia | Nadadora            | Nacionalidade  | Tempo | Notas                 |
| ----------------- | ---- | ------------------- | -------------- | ----- | --------------------- |
| Medalha de ouro   | 4    | Sarah Sjöström      | Suécia         | 24.60 | Recorde do campeonato |
| Medalha de prata  | 2    | Ranomi Kromowidjojo | Países Baixos  | 25.38 |                       |
| Medalha de bronze | 8    | Farida Osman        | Egito          | 25.39 | Recorde africano      |
| 4                 | 5    | Kelsi Worrell       | Estados Unidos | 25.48 | Recorde da América    |
| 5                 | 6    | Penny Oleksiak      | Canadá         | 25.62 | Recorde nacional      |
| 6                 | 3    | Mélanie Henique     | França         | 25.76 |                       |
| 7                 | 1    | Kimberly Buys       | Bélgica        | 25.78 |                       |
| 8                 | 7    | Aliena Schmidtke    | Alemanha       | 26.08 |                       |

Legenda
| Recorde mundial       | Recorde mundial (World record)               |                       | Recorde africano                      | Recorde africano (African) |                                           | Q | Classificado por posição (Qualified) |
| Recorde do campeonato | Recorde do campeonato (Championship record)  | Recorde da América    | Recorde da América (Americas)         | q                          | Classificado por melhor tempo (Qualified) |   |                                      |
| Melhor marca do ano   | Melhor marca do ano (World leading)          | Recorde asiático      | Recorde asiático (Asian)              | DNS                        | Não largou (Did not start)                |   |                                      |
| Recorde nacional      | Recorde nacional (National record)           | Recorde europeu       | Recorde europeu (European)            | DNF                        | Não terminou (Did not finish)             |   |                                      |
| Recorde pessoal       | Recorde pessoal do atleta (Personal best)    | Recorde da Oceania    | Recorde da Oceania (Oceania)          | DSQ / DQ                   | Desclassificado (Disqualified)            |   |                                      |
| Recorde da temporada  | Recorde da temporada do atleta (Season best) | Recorde sul-americano | Recorde sul-americano (South America) | NM                         | Sem marca (No mark)                       |   |                                      |